# بس وارد
بس وارد یک اقیانوس‌نگار، زیست‌ژئوشیمی‌دان، میکروبیولوژیست اهل ایالات متحده و استاد «ویلیام جی. سینکلر» در دانشگاه پرینستون است.
مطالعات وارد شامل چرخه نیتروژن در دریا و در مقیاس جهانی است و بررسی می‌کند که چگونه موجودات دریایی مانند فیتوپلانکتون‌ها و باکتری‌ها بر این چرخه تأثیر می‌گذارند. او نخستین زنی بود که جایزه جایزه جی. اولین هاچینسون از انجمن علوم آبزی‌شناسی و اقیانوس‌شناسی را برای کار پیشگامانه‌اش در به‌کارگیری روش‌های مولکولی در تبدیل‌های نیتروژن و متان و همچنین تعمیم نرخ‌های زیست‌ژئوشیمیایی در سطح ارگانیسم به نرخ‌های کل بوم‌سازگان دریافت کرد.

## تحصیلات و آغاز حرفه
بس وارد مدرک کارشناسی علوم خود را در رشته زیست‌شناسی حیوانات از دانشگاه ایالتی میشیگان در سال ۱۹۷۶ دریافت کرد. او سپس در سال ۱۹۷۹ مدرک کارشناسی ارشد خود را در رشته اقیانوس‌نگاری زیستی از دانشگاه واشینگتن دریافت کرد و بعد از آن در همان دانشگاه در سال ۱۹۸۲ دکتری خود را گرفت. اولین کارهای وارد بر کمّی‌سازی نرخ‌های تبدیل نیتروژن توسط باکتری‌ها و فیتوپلانکتون‌ها متمرکز بود، و او سردبیر نسخه ویژه‌ای از مجله شیمی دریایی در سال ۱۹۸۵ با عنوان «چرخه‌های نیتروژن آبی» بود.
پس از دریافت دکتری، وارد به عنوان زیست‌شناس و اقیانوس‌نگار در مؤسسه اقیانوس‌شناسی اسکریپس در سن دیگو، کالیفرنیا مشغول به کار شد، جایی که همچنین ریاست گروه تحقیقاتی زنجیره غذایی را بر عهده داشت.

## حرفه
بس وارد در سال ۱۹۸۹ به عنوان استاد علوم دریایی در دانشگاه کالیفرنیا، سانتا کروز مشغول به کار شد. از سال ۱۹۹۵ تا ۱۹۹۸، وارد رئیس دپارتمان علوم اقیانوسی دانشگاه کالیفرنیا، سانتا کروز بود و سپس در سال ۱۹۹۸ به عنوان استاد دپارتمان ژئوساینس در دانشگاه پرینستون مشغول به تدریس شد. در سال ۲۰۰۶، وارد رئیس دپارتمان ژئوساینس دانشگاه پرینستون شد و از آن زمان این سمت را حفظ کرده است. وارد در طول حرفه خود، مسئولیت‌های مختلفی مانند دانشمند مهمان و عضویت در هیئت امناء را در مؤسسات مختلفی همچون مؤسسه علوم اقیانوسی برمودا، آزمایشگاه دریایی پلیموت و مؤسسه ماکس پلانک برای زیست‌شناسی تکاملی به عهده داشته است. تا سال ۲۰۱۸، وارد ۲۱ دانشجوی دکترا و ۲۰ پژوهشگر پسادکترا را راهنمایی کرده است. به‌طور کلی، وارد و اعضای آزمایشگاهش تحقیق می‌کنند که چگونه باکتری‌ها و فیتوپلانکتون‌ها نیتروژن را در اکوسیستم‌های دریایی و ساحلی تبدیل و استفاده می‌کنند و برای این منظور از تکنیک‌های مختلف مولکولی و تجزیه و تحلیل ایزوتوپی استفاده می‌کنند. وارد زمان زیادی را در سفرهای تحقیقاتی و اکتشافی صرف می‌کند و در حالی که روزها تا هفته‌ها در دریا است، تحقیقات انجام می‌دهد (و گاهی اوقات از راه دور تدریس می‌کند).

### چرخه نیتروژن
منطقه‌هایی در اقیانوس که اکسیژن کمی دارند، به نام منطقه‌های فاقد اکسیژن (ODZs)، مناطق مهمی برای چرخه نیتروژن هستند، در حالی که تنها حدود ۰٫۱–۰٫۲٪ از حجم کل اقیانوس‌های جهان را تشکیل می‌دهند. بیش از یک چهارم از کل نیتروژن موجود در اقیانوس‌ها در منطقه‌های فاقد اکسیژن به فرم‌های گازی نیتروژن (مانند N2، N2O) از طریق مسیرهای مختلف تبدیل نیتروژن از جمله دنیتریفیکاسیون و آنممکس از دست می‌رود، اما نرخ‌های تبدیل نیتروژن و نوع تبدیل‌هایی که در منطقه‌های فاقد اکسیژن رخ می‌دهد، هنوز نامشخص است و موضوع بسیاری از تحقیقات وارد است. وارد و آزمایشگاهش یک روش نشان‌گذاری ایزوتوپی برای اندازه‌گیری نرخ کاهش N2O در اقیانوس آرام شمالی گرمسیری شرقی توسعه دادند و دریافتند که دنیتریفیکاسیون ناقص در منطقه‌های فاقد اکسیژن باعث افزایش تجمع N2O و در نهایت خروج آن به جو می‌شود. N2O یک گاز گلخانه‌ای قوی است و تحقیقات وارد نشان می‌دهد که گسترش منطقه‌های فاقد اکسیژن در اقیانوس جهانی ممکن است میزان N2O وارد شده به جو را افزایش دهد.

### خدمات حرفه‌ای
وارد در پانل‌های داوری برنامه‌های تحصیلات تکمیلی دانشگاه‌ها، برنامه‌های اقیانوس‌شناسی مؤسسات و برنامه‌های تأمین مالی مؤسسه ملی علوم خدمت کرده است.